# Ceryx homoeochroma
Ceryx homoeochroma là một loài bướm đêm thuộc phân họ Arctiinae, họ Erebidae.